# Boso (песня)
«Boso» (с пол. — «Босиком») — песня польской группы Zakopower из альбома 2011 года Boso. Представлена в оригинальном издании первым по счёту треком. За пять дней до выпуска альбома 25 мая 2011 года «Boso» была издана в формате сингла. Песня поднялась на первое место в польском чарте AirPlay – Top, а также заняла первые позиции в чартах многих польских музыкальных радиостанций. По итогам 2012 года песня «Boso» получила одну из самых престижных наград польской музыкальной индустрии «Фридерик» в номинации «Лучшая песня года». Коммерческий успех сингла и популярность песни отчасти способствовали успешным продажам альбома Boso, который 20 февраля 2013 года стал в Польше трижды платиновым.
Автор музыки — Матеуш Поспешальский, авторы слов — Бартоломей Кудасик и Себастьян Карпель-Булецка, исполнитель вокальной партии — Себастьян Карпель-Булецка.

## О песне
Очень удивительно и неожиданно для меня, что эта песня [«Boso»] так хорошо принята публикой, ведь текст песни заставляет задуматься над вечными вопросами человеческого бытия, что не совсем подходит для суперхита в разгар летнего отдыха. Вместе с тем не может не радовать то, что факт успеха этой песни является свидетельством изменения музыкального вкуса польской публики, он становится всё более утончённым, людям стали нужны теперь также и серьёзные философские песни с глубоким смыслом, а не только пустой бессодержательный поток слов.   
Музыка к песне «Boso» была написана продюсером и композитором Матеушем Поспешальским в феврале 2010 года. Слова к песне, по словам скрипача и вокалиста группы Себастьяна Карпель-Булецка, появились позднее, в несколько необычной обстановке — по дороге к городу Ченстохова. Незадолго до этого Матеуш Поспешальский отправил участникам Zakopower очередную новую мелодию. Музыканты одобрили её и отправились к композитору, чтобы подготовить демоверсию новой песни. Непосредственно прямо в пути до Ченстоховы Себастьян Карпель-Булецка совместно с альтистом Бартоломеем Кудасиком занялись написанием слов к песне и, всё ещё находясь в дороге, полностью сочинили весь текст. Так же, как и слова ко многим другим песням группы, слова к песне «Boso» стали результатом привычного для двух соавторов «мозгового штурма», в процессе которого Себастьян Карпель-Булецка и Бартоломей Кудасик предложили каждый свои идеи, выбрали наиболее удачные, дополнили их, уточнили и доработали.
В числе остальных новых песен «Boso» была «обкатана» группой Zakopower на концертах задолго до того, как в мае 2011 года появилась в продаже студийная версия песни: сначала в виде сингла — 25 мая, а затем в альбоме Boso — 30 мая.
С 2011 года песня «Boso» стала одним из основных концертных номеров Zakopower. Группа представила её в числе прочего на нескольких музыкальных фестивалях. Одним из наиболее важных выступлений стало представление песни «Boso» в июне 2011 года на XLVIII Национальном фестивале польской песни в Ополе, на котором музыканты Zakopower получили в номинации «Премьеры» премию Кароля Мусёла, также называемую «Суперпремьерой». В 2012 году песня «Boso» была удостоена ещё одной престижной музыкальной награды Польши Superjedynki, победив в номинации «Суперхит года». Также в этом году группа Zakopower получила три награды «Фридерик», в их числе и в номинации «Лучшая песня года» за песню «Boso».
Для продвижения на музыкальном рынке сингла «Boso» и одноимённого альбома на песню «Boso» был снят видеоклип Доминикой Подчаской-Тхужевской и Бартеком Буком.

## Кавер-версии и издания
Популярность «Boso» привела к появлению на польской музыкальной сцене целого ряда кавер-версий и ремиксов на эту песню. Среди них отмечаются такие, как танцевальная версия Max Peace & Vester Wave 4Fun Remix, оркестровая версия в исполнении группы Orkiestra Baczków и другие. Песня «Boso» исполнялась в телевизионных шоу, таких, как, например, Bitwa na głosy (в исполнении команды рэпера Мезо, 2012), The Voice of Poland (в исполнении Александры Низио, 2014) и Twoja twarz brzmi znajomo (в исполнении Магды Стечковской, 2014).
Помимо сингла и альбома Boso песня была издана также в нескольких сборниках, в том числе в CD Club Promo Only 6/2011 (2011), RMF FM Polskie Przeboje (2011), Party Eska 2011 (2011), 30 lat Listy Przebojów Trójki 2007–2011 (2011), Radio Złote Przeboje — Złota Polska Jesień (2012), Polska Muzyka Radia Zet (2013), 50 największych przebojów (2013), Polski Przebój Wszech Lata (2015), Złote Opole 53 Krajowy Festiwal Piosenki Polskiej (2016), I Love Folk (2017) и других.
В 2017 году песня «Boso» была сыграна на совместном концерте группы Zakopower и джазового квартета Atom String Quartet (запись была издана в том же году в альбоме Zakopower i Atom String Quartet).

## Позиции в чартах
| Чарт (2011)                         | Высшая позиция | Число недель на 1 месте | Источник |
| ----------------------------------- | -------------- | ----------------------- | -------- |
| AirPlay – Top                       | 1              | 1                       | [ 4 ]    |
| Хит-парад Polskie Radio Program III | 1              | 4                       | [ 32 ]   |
| Wietrzne Radio                      | 1              | 3                       | [ 33 ]   |
| Хит-парад Polskie Radio Szczecin    | 1              | 3                       | [ 34 ]   |
| Хит-парад RMF FM                    | 1              | 9                       | [ 35 ]   |

## Участники записи
В записи принимали участие:
Zakopower
- Себастьян Карпель-Булецка[пол.] — вокал, скрипка, слова;
- Бартоломей (Бартек) Кудасик — бэк-вокал, альт, слова;
- Войцех Топа — бэк-вокал, скрипка;
- Юзеф Хыц — бэк-вокал, подгальские басы;
- Пётр (Фалько) Рыхлец — клавишные инструменты;
- Лукаш Москаль — перкуссия;
- Томек (Сэрек) Кравчик — электрогитара;
- Михал Тромбский — бас-гитара.

а также
- Матеуш Поспешальский[пол.] — музыка, аранжировка, продюсирование;
- Богуслава Кудасик — бэк-вокал;
- Станислава Требуня-Сташель — бэк-вокал.